# Gibbula anodosula
Gibbula anodosula is een uitgestorven slakkensoort uit de familie Trochidae. De wetenschappelijke naam is gepubliceerd in 1896 door Sacco.